# Udeoides nolalis
Udeoides nolalis là một loài bướm đêm trong họ Crambidae.